# Tyska fälttåget i Portugisiska Västafrika

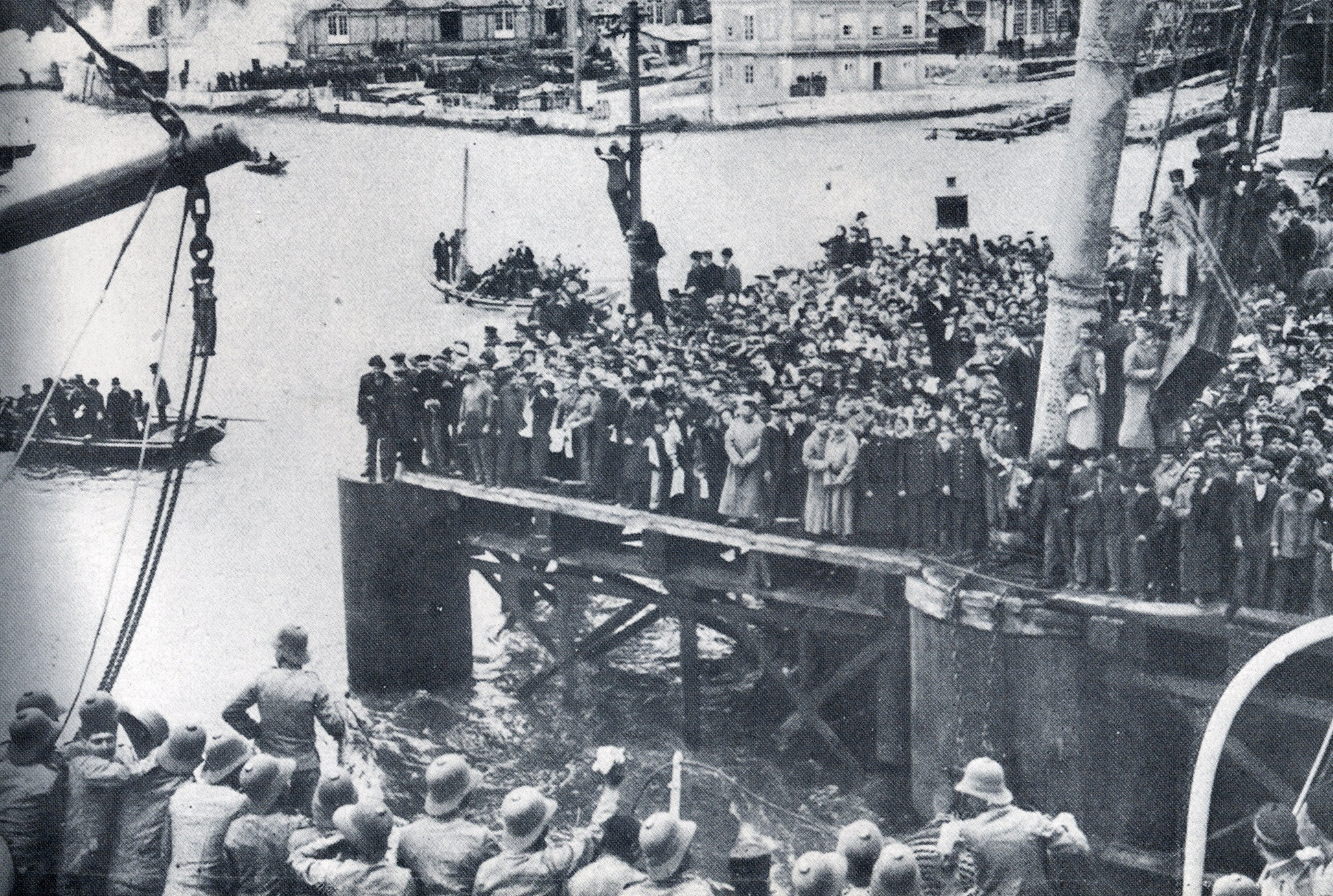
Portugisiska soldater går ombord för seglats mot Portugisiska Västafrika.

Före den officiella krigsförklaringen mellan Portugal och Tyska riket i mars 1915, drabbade tyska och portugisiska soldater samman flera gånger på gränsen mellan Tyska Sydvästafrika och Portugisiska Västafrika. Tyskarna "vann" tre sammandrabbningar, och var redo att ta över delar av södra Portugisiska Västafrika, dock lyckades britterna genom sitt framgångsrika fälttåg besegra tyskarna innan Portugals styre föll.
Mellan 1911 och juli 1914 förhandlade tyskarna och britterna i hemlighet om möjligt anfall på Portugisiska Västafrika; och i ett sådant fall skulle det mesta landområdet tillfalla tyskarna. Tyska Angola-Bund bildades 1912 och propagerade för övertagande.
Även innan första världskriget bröt ut i september 1914 skickade portugisiska staten förstärkning till Portugisiska Västafrika. Efter krigsutbrottet förblev gränsen öppen. Tyskarna hoppades kunna föra mat och om möjligt även vapen genom den. Dock var portugiserna fientligt inställda, och försökte stoppa all handel. Ett fåtal tyska medborgare i Portugisiska Västafrika internerades.